# Papiro 117
O Papiro 117 ({\displaystyle {\mathfrak {P}}}117) é um antigo papiro do Novo Testamento que contém fragmentos do capítulo sete da Segunda Epístola aos Coríntios (7:6-8,9-11).